# Guide de survie d'un gamer
Guide de survie d'un gamer (Gamer's Guide to pretty much everything) est une série comique live-action créée par Devin Bunje et Nick Stanton.
En France, elle est diffusée du 18 mai 2016 au 19 décembre 2019 sur Disney XD et diffusée régulièrement sur Disney Channel,.

## Synopsis
Conor est un prodige du jeu vidéo connu sous le pseudonyme de « Conor le Barbare ». Quand il se blesse au pouce pendant le tour final en simple du championnat du monde Gaming Pro, ses sponsors le lâchent et reprennent tous les articles gratuits qui lui avaient été offerts. Il doit alors retourner à l'école où il se lie d'amitié avec Franklin, Wendell et Ashley. Il prévoit d'obtenir leur aide pour revenir sur les devants de la scène lors des prochains championnats du monde Gaming Pro. Ainsi, ils forment ensemble un groupe de joueurs qu'ils baptisent « Pouces Frénétiques ».

## Distribution

### Acteurs principaux
- Cameron Boyce (VFB : Maxime Van Santfoort) : Conor
- Murray Wyatt Rundus (VFB : Gauthier de Fauconval) : Wendell
- Felix Aviti (VFB : Émilie Guillaume) : Franklin
- Sophie Reynolds (VFB : Aaricia Dubois) : Ashley

### Acteurs récurrents
- Joe Hursley : Monsieur Spanks
- Paula Sorge : Principale Nordahl
- Lauren Pritchard (VFB : Nathalie Stas) : Janice
- Boogie (VF : Nicolas Matthys) : Billy
- Eduardo Franco : Stu
- Kyle More (VFB : Frédéric Meaux) : Dwayne Ruckus
- Faruq Tauheed : Faruq
- Daran Norris (VFB : Philippe Allard) : Jefferson Landry

## Fiche technique
- Titre français : Guide de survie d'un gamer
- Titre original : Gamer's Guide to Pretty Much Everything
- Création : Devin Bunje & Nick Stanton
- Réalisation : Sean Lambert, Jason Earles, Jean Sagal, Jonathan A. Rosenbaum, Robbie Countryman, Leo Howard, Joel McCrary, Jim O'Doherty, Bill Shea, Phill Lewis, Walter Pridgen
- Scénario : Devin Bunje, Nick Stanton, Marty Donovan, Jason Jordan, Joel McCrary, Jim O'Doherty, Lindsey Reckis, Byron Kavanagh, Frank Wolff, Conor Hanney, Meagan Fulps
- Musique :
- Compositeur(s) : Alan Ett
- Compositeur(s) de musique thématique : Joacim Persson & Johan Alkenäs
- Sociétés de production : It's a Laugh Productions

## Épisodes

### Saison 1 (2015-2016)
La série qui compte 21 épisodes de 26 minutes.
1. Pilote (Gamer's Guide to Pretty Much Everything)
2. L'Affrontement (The Gaming Club)
3. Pudding party (The Puddin' Party)
4. Le X-3000 (The Chair)
5. La Semaine de la fierté de l'école (The Spirit Egg)
6. La Rivale (The Rival's Arrival)
7. Le Sponsor (The Sponsor)
8. Le Permis de conduire (The Driving Test)
9. Psycho zombie (The Psycho Zombie Bloodbath)
10. Le Concours (The Incident)
11. Le Canular du siècle (The Prank of the Century)
12. L'Installation (The Odd Couple)
13. La Revanche du punter (The Longest Yard)
14. L'Évadé (The Penpal)
15. Le Labo de l'espace (The Asteroid Blasters)
16. Le Short fraîcheur (The Chillerz)
17. Le Chalet (The Cabin)
18. Le Super kart (The Super Kart)
19. Les Pouces de rockeurs (The Rock Band)
20. La Chèvre (The Goat)
21. Le Jeu d'évasion (The Escape Room)

### Saison 2 (2016-2017)
1. Le Troisième Joueur (The Ringer)
2. Le Flambeau olympique (The Olym-pig Torch)
3. Les Lutteurs (The Luchador)
4. Le Classement (The Rankening)
5. Le Petit Protégé (The Protégé)
6. Bataille de la Souche 2 (The Stump War)
7. Adulte, mais pas trop (The Prison Escape Movie)
8. Pris au piège (The Long Weekend)
9. Le fantôme (The Ghost)
10. Le Retour de la star (The Has-Been's Back)
11. Les DJ (The DJ's)
12. L'enquête (The Detective)
13. Le Maître du Jeu (The Arcade Hero)
14. Coup monté (The Stings)
15. Le Rodéo (The Rodeo)
16. Le Grand jour (The Big City)

## Production
Le premier épisode a été diffusé le 22 juillet 2015 sur la chaîne Disney XD aux États-Unis. Le 5 janvier 2017, il est annoncé que la série est annulée.